# П'японг П'є-оун
П'японг П'є-оун (тай. ปิยะพงษ์ ผิวอ่อน, нар. 14 листопада 1959, Прачуапкхірікхан) — таїландський футболіст, що грав на позиції нападника.
Виступав, зокрема, за клуб «Роял Таї Ейр Форс», а також національну збірну Таїланду. За опитуванням IFFHS посів 19-е місце у списку найкращих футболістів Азії ХХ століття.

## Клубна кар'єра
У дорослому футболі дебютував 1979 року виступами за команду клубу «Роял Таї Ейр Форс», в якій провів п'ять сезонів, взявши участь у 145 матчах чемпіонату. Більшість часу, проведеного у складі «Роял Таї Ейр Форс», був основним гравцем атакувальної ланки команди. У складі «Роял Таї Ейр Форс» був одним з головних бомбардирів команди, маючи середню результативність на рівні 0,63 голу за гру першості.
Згодом з 1984 по 1986 рік грав у складі південнокорейського «Сеула», у складі якого 1985 року виграв чемпіонат країни, ставши з 12 голами його найркащим бомбардиром. Згодом до 1989 року грав в Малайзії за «Паханг».
1989 року повернувся до клубу «Роял Таї Ейр Форс», за який відіграв ще 8 сезонів. Граючи у складі «Роял Таї Ейр Форс» також здебільшого виходив на поле в основному складі команди. В новому клубі був серед найкращих голеодорів, відзначаючись забитим голом в середньому майже двічі в кожних трьох іграх чемпіонату. Завершив професійну кар'єру футболіста виступами за команду «Роял Таї Ейр Форс» у 1997 році.

## Виступи за збірну
1981 року дебютував в офіційних матчах у складі національної збірної Таїланду. Протягом кар'єри у національній команді, яка тривала 17 років, провів у формі головної команди країни 91 матч, забивши 62 голи.
| Дата       | Місто        | Господарі         | Результат             | Гості             | Турнір                            | Голи | Примітки |
| ---------- | ------------ | ----------------- | --------------------- | ----------------- | --------------------------------- | ---- | -------- |
| 22-4-1981  | Ель-Кувейт   | Кувейт            | 6 – 0                 | Таїланд           | Відбір до ЧС 1982                 | -    |          |
| 24-4-1981  | Ель-Кувейт   | Південна Корея    | 5 – 1                 | Таїланд           | Відбір до ЧС 1982                 | -    | 45'      |
| 27-4-1981  | Ель-Кувейт   | Малайзія          | 2 – 2                 | Таїланд           | Відбір до ЧС 1982                 | -    |          |
| 16-6-1981  | Сеул         | Таїланд           | 2 – 0                 | Ліхтенштейн       | Кубок Президента 1981             | -    |          |
| 20-6-1981  | Сеул         | Таїланд           | 3 – 1                 | Індонезія         | Кубок Президента 1981             | 1    |          |
| 22-6-1981  | Сеул         | Мальта            | 2 – 0                 | Таїланд           | Кубок Президента 1981             | -    | ?'       |
| 1-9-1981   | Куала-Лумпур | Таїланд           | 3 – 1                 | Сінгапур          | Pestabola Merdeka 1981            | -    |          |
| 10-9-1981  | Куала-Лумпур | Таїланд           | 1 – 7                 | Ірак              | Pestabola Merdeka 1981            | -    |          |
| 16-9-1981  | Куала-Лумпур | Таїланд           | 1 – 1                 | Південна Корея    | Pestabola Merdeka 1981            | -    |          |
| 9-11-1981  | Бангкок      | Таїланд           | 2 – 1                 | Сінгапур          | Кубок Короля 1981                 | -    |          |
| 11-11-1981 | Бангкок      | Таїланд           | 1 – 0                 | Пакистан          | Кубок Короля 1981                 | 1    |          |
| 13-11-1981 | Бангкок      | Таїланд           | 2 – 0                 | Індонезія         | Кубок Короля 1981                 | -    |          |
| 15-11-1981 | Бангкок      | Таїланд           | 2 – 0                 | Малайзія          | Кубок Короля 1981                 | 2    |          |
| 17-11-1981 | Бангкок      | Таїланд           | 0 – 1                 | КНР               | Кубок Короля 1981                 | -    |          |
| 24-11-1981 | Бангкок      | Таїланд           | 2 – 1                 | Північна Корея    | Кубок Короля 1981                 | 1    |          |
| 8-12-1981  | Маніла       | Малайзія          | 2 – 2                 | Таїланд           | Ігри Південно-Східної Азії 1981   | 2    |          |
| 11-12-1981 | Маніла       | Таїланд           | 3 – 3                 | Бірма             | Ігри Південно-Східної Азії 1981   | 2    |          |
| 13-12-1981 | Маніла       | Таїланд           | 2 – 0                 | Індонезія         | Ігри Південно-Східної Азії 1981   | 2    |          |
| 15-12-1981 | Маніла       | Таїланд           | 2 – 1                 | Малайзія          | Ігри Південно-Східної Азії 1981   | 2    |          |
| 1-5-1982   | Бангкок      | Таїланд           | 1 – 1                 | Сінгапур          | Кубок Короля 1982                 | 1    |          |
| 3-5-1982   | Бангкок      | Таїланд           | 2 – 0                 | Філіппіни         | Кубок Короля 1982                 | -    |          |
| 7-5-1982   | Бангкок      | Таїланд           | 3 – 1                 | Непал             | Кубок Короля 1982                 | 1    |          |
| 9-5-1982   | Бангкок      | Таїланд           | 0 – 3                 | Південна Корея    | Кубок Короля 1982                 | -    |          |
| 11-5-1982  | Бангкок      | Таїланд           | 3 – 1                 | Індонезія         | Кубок Короля 1982                 | -    |          |
| 13-5-1982  | Бангкок      | Таїланд           | 1 – 0                 | Сінгапур          | Кубок Короля 1982                 | -    |          |
| 15-5-1982  | Бангкок      | Таїланд           | 2 – 2                 | Сінгапур          | Кубок Короля 1982                 | 1    |          |
| 17-5-1982  | Бангкок      | Таїланд           | 0 – 0 д.ч. (4-3 п.п.) | Південна Корея    | Кубок Короля 1982                 | -    |          |
| 19-11-1982 | Нью-Делі     | Саудівська Аравія | 1 – 0                 | Таїланд           | Літні Азійські ігри 1982          | -    |          |
| 22-11-1982 | Нью-Делі     | Північна Корея    | 3 – 0                 | Таїланд           | Літні Азійські ігри 1982          | -    |          |
| 24-11-1982 | Нью-Делі     | Таїланд           | 3 – 1                 | Сирія             | Літні Азійські ігри 1982          | 1    |          |
| 29-5-1983  | Сінгапур     | Таїланд           | 5 – 0                 | Індонезія         | Ігри Південно-Східної Азії 1983   | 2    |          |
| 31-5-1983  | Сінгапур     | Таїланд           | 2 – 1                 | Бруней            | Ігри Південно-Східної Азії 1983   | 2    |          |
| 2-6-1983   | Сінгапур     | Бірма             | 1 – 0                 | Таїланд           | Ігри Південно-Східної Азії 1983   | -    |          |
| 4-6-1983   | Сінгапур     | Таїланд           | 1 – 1 д.ч. (3-0 п.п.) | Малайзія          | Ігри Південно-Східної Азії 1983   | -    |          |
| 6-6-1983   | Сінгапур     | Сінгапур          | 1 – 2                 | Таїланд           | Ігри Південно-Східної Азії 1983   | 1    |          |
| 18-7-1982  | Пекін        | Гонконг           | 1 – 1 д.ч. (3-4 п.п.) | Таїланд           | Кубок Великої Стіни 1983          | 1    |          |
| 20-7-1982  | Пекін        | КНР               | 2 – 1                 | Таїланд           | Кубок Великої Стіни 1983          | 1    |          |
| 6-8-1984   | Джакарта     | Індонезія         | 2 – 1                 | Таїланд           | Відбір до Кубка Азії 1984         | -    |          |
| 9-8-1984   | Джакарта     | Таїланд           | 3 – 0                 | Філіппіни         | Відбір до Кубка Азії 1984         | 2    |          |
| 11-8-1984  | Джакарта     | Таїланд           | 0 – 5                 | Іран              | Відбір до Кубка Азії 1984         | -    |          |
| 13-8-1984  | Джакарта     | Таїланд           | 3 – 2                 | Сирія             | Відбір до Кубка Азії 1984         | -    |          |
| 15-8-1984  | Джакарта     | Таїланд           | 2 – 1                 | Бангладеш         | Відбір до Кубка Азії 1984         | -    |          |
| 8-12-1985  | Бангкок      | Таїланд           | 1 – 1                 | Малайзія          | Ігри Південно-Східної Азії 1985   | 1    |          |
| 12-12-1985 | Бангкок      | Таїланд           | 7 – 0                 | Філіппіни         | Ігри Південно-Східної Азії 1985   | 2    |          |
| 15-12-1985 | Бангкок      | Таїланд           | 7 – 0                 | Індонезія         | Ігри Південно-Східної Азії 1985   | 2    |          |
| 18-12-1985 | Бангкок      | Таїланд           | 2 – 0                 | Сінгапур          | Ігри Південно-Східної Азії 1985   | -    |          |
| 20-9-1986  | Тегу         | ОАЕ               | 2 – 1                 | Таїланд           | Літні Азійські ігри 1986          | 1    |          |
| 25-9-1986  | Тегу         | Таїланд           | 0 – 0                 | Оман              | Літні Азійські ігри 1986          | -    |          |
| 27-9-1986  | Тегу         | Таїланд           | 1 – 2                 | Ірак              | Літні Азійські ігри 1986          | -    |          |
| 29-9-1986  | Тегу         | Пакистан          | 0 – 6                 | Таїланд           | Літні Азійські ігри 1986          | 3    |          |
| 10-9-1987  | Джакарта     | Таїланд           | 3 – 1                 | Бруней            | Ігри Південно-Східної Азії 1987   | 2    |          |
| 14-9-1987  | Джакарта     | Індонезія         | 0 – 0                 | Таїланд           | Ігри Південно-Східної Азії 1987   | -    |          |
| 16-9-1987  | Джакарта     | Таїланд           | 0 – 2                 | Малайзія          | Ігри Південно-Східної Азії 1987   | -    |          |
| 19-9-1987  | Джакарта     | Таїланд           | 4 – 0                 | Бірма             | Ігри Південно-Східної Азії 1987   | 2    |          |
| 14-1-1998  | Бангкок      | Таїланд           | 3 – 3                 | Індонезія         | Кубок Короля 1988                 | 1    |          |
| 11-8-1988  | Джакарта     | КНР               | 2 – 0                 | Таїланд           | Кубок незалежності Індонезії 1988 | -    |          |
| 30-1-1989  | Бангкок      | Таїланд           | 3 – 0                 | Індонезія         | Кубок Короля 1989                 | 2    |          |
| 19-2-1989  | Бангкок      | Таїланд           | 1 – 0                 | Бангладеш         | Відбір до ЧС 1990                 | 1    |          |
| 23-2-1989  | Бангкок      | Таїланд           | 0 – 3                 | Іран              | Відбір до ЧС 1990                 | -    |          |
| 28-2-1989  | Бангкок      | Таїланд           | 0 – 3                 | КНР               | Відбір до ЧС 1990                 | -    | 5'       |
| 8-3-1989   | Дакка        | Бангладеш         | 3 – 1                 | Таїланд           | Відбір до ЧС 1990                 | -    | 79'      |
| 22-8-1989  | Куала-Лумпур | Таїланд           | 3 – 0                 | Бірма             | Ігри Південно-Східної Азії 1989   | 2    |          |
| 24-8-1989  | Куала-Лумпур | Сінгапур          | 1 – 1                 | Таїланд           | Ігри Південно-Східної Азії 1989   | 1    |          |
| 28-8-1989  | Куала-Лумпур | Малайзія          | 1 – 0                 | Таїланд           | Ігри Південно-Східної Азії 1989   | -    |          |
| 30-8-1989  | Куала-Лумпур | Індонезія         | 1 – 1 д.ч. (8-7 п.п.) | Таїланд           | Ігри Південно-Східної Азії 1989   | -    |          |
| 25-11-1991 | Маніла       | Сінгапур          | 0 – 0                 | Таїланд           | Ігри Південно-Східної Азії 1991   | -    |          |
| 27-11-1991 | Маніла       | Таїланд           | 4 – 0                 | Бірма             | Ігри Південно-Східної Азії 1991   | -    |          |
| 2-12-1991  | Маніла       | Філіппіни         | 2 – 6                 | Таїланд           | Ігри Південно-Східної Азії 1991   | -    |          |
| 10-2-1993  | Бангкок      | Таїланд           | 1 – 0                 | КНР               | Кубок Короля 1993                 | 1    |          |
| 18-4-1993  | Токіо        | Таїланд           | 4 – 1                 | Бангладеш         | Відбір до ЧС 1994                 | 3    |          |
| 28-4-1993  | Дубай        | Таїланд           | 0 – 1                 | Японія            | Відбір до ЧС 1994                 | -    | 38'      |
| 3-5-1993   | Дубай        | Шрі-Ланка         | 0 – 3                 | Таїланд           | Відбір до ЧС 1994                 | 3    |          |
| 5-5-1993   | Дубай        | Бангладеш         | 1 – 4                 | Таїланд           | Відбір до ЧС 1994                 | 2    |          |
| 7-6-1993   | Сінгапур     | Таїланд           | 2 – 0                 | Бірма             | Ігри Південно-Східної Азії 1993   | 1    |          |
| 11-6-1993  | Сінгапур     | Бруней            | 2 – 5                 | Таїланд           | Ігри Південно-Східної Азії 1993   | 1    |          |
| 13-6-1993  | Сінгапур     | Лаос              | 1 – 4                 | Таїланд           | Ігри Південно-Східної Азії 1993   | 2    |          |
| 15-6-1993  | Сінгапур     | Таїланд           | 2 – 0                 | Малайзія          | Ігри Південно-Східної Азії 1993   | -    |          |
| 17-6-1993  | Сінгапур     | Таїланд           | 1 – 0                 | Індонезія         | Ігри Південно-Східної Азії 1993   | -    |          |
| 20-6-1993  | Сінгапур     | Бірма             | 3 – 4                 | Таїланд           | Ігри Південно-Східної Азії 1993   | -    |          |
| 9-2-1997   | Бангкок      | Таїланд           | 1 – 1                 | Японія            | Кубок Короля 1997                 | -    | 65' 90'  |
| 11-2-1997  | Бангкок      | Таїланд           | 0 – 0                 | Швеція            | Кубок Короля 1997                 | -    | 60'      |
| 16-2-1997  | Бангкок      | Таїланд           | 1 – 3                 | Швеція            | Кубок Короля 1997                 | -    | 52'      |
| 2-3-1997   | Бангкок      | Таїланд           | 1 – 3                 | Південна Корея    | Відбір до ЧС 1998                 | 1    | 46'      |
| 9-3-1997   | Бангкок      | Таїланд           | 2 – 0                 | Гонконг           | Відбір до ЧС 1998                 | -    | 52'      |
| 30-3-1997  | Гонконг      | Гонконг           | 3 – 2                 | Таїланд           | Відбір до ЧС 1998                 | -    |          |
| 21-5-1997  | Бангкок      | Таїланд           | 0 – 0                 | Північна Ірландія | товариський матч                  | -    |          |
| 12-10-1997 | Джакарта     | Таїланд           | 4 – 0                 | Камбоджа          | Ігри Південно-Східної Азії 1997   | 1    | 46'      |
| 16-10-1997 | Джакарта     | Таїланд           | 2 – 1                 | В'єтнам           | Ігри Південно-Східної Азії 1997   | -    | 46'      |
| 18-10-1997 | Джакарта     | Індонезія         | 1 – 1 д.ч. (2-4 п.п.) | Таїланд           | Ігри Південно-Східної Азії 1997   | -    | 91'      |
| Усього     |              | Матчів            | 91                    |                   | Голів                             | 62   |          |

## Титули і досягнення
- Чемпіон Південної Кореї (1): 1985